# Traudl Hächer
Gertraud Hächer detta Traudl (Schleching, 31 dicembre 1962) è un'ex sciatrice alpina tedesca.
In attività dagli anni 1980 all'inizio degli anni 1990, in carriera si aggiudicò quattro vittorie in Coppa del Mondo, due in supergigante e due in slalom gigante, e vinse la medaglia di bronzo nello slalom gigante ai Mondiali di Saalbach-Hinterglemm 1991. In seguito al matrimonio assunse anche il cognome del coniuge e nell'ultimo scorcio della sua carriera gareggiò come Traudl Hächer-Gavet; fino alla riunificazione tedesca (1990) gareggiò per la nazionale tedesca occidentale.

## Biografia
Atleta polivalente figlia di Hans, a sua volta sciatore alpino, la Hächer ottenne i primi successi in carriera in occasione degli Europei juniores di Achenkirch 1979, dove vinse la medaglia d'oro nello slalom gigante e quella d'argento nello slalom speciale; nella successiva edizione della rassegna giovanile continentale, Madonna di Campiglio 1980, si aggiudicò invece la medaglia di bronzo nello slalom gigante. In Coppa del Mondo ottenne il primo piazzamento nella discesa libera di Val-d'Isère del 3 dicembre 1980 (12ª) e la prima vittoria, nonché primo podio, nel supergigante di Davos dell'8 dicembre 1984; in seguito prese parte ai Mondiali di Bormio 1985, dove si classificò 9ª nella discesa libera, 6ª nello slalom gigante e 6ª nella combinata.
Nella stagione 1985-1986 in Coppa del Mondo la Hächer ottenne sei podi con tre vittorie (tra le quali l'ultima della sua carriera, nello slalom gigante di Sunshine del 9 marzo) e si classificò al 2º posto nella Coppa del Mondo di slalom gigante staccata di 22 punti dalla vincitrice, la svizzera Vreni Schneider. Nel 1987 salì per l'ultima volta sul podio in Coppa del Mondo, nel supergigante di Pfronten del 17 gennaio (2ª), e partecipò ai Mondiali di Crans-Montana, classificandosi 13ª nel supergigante.
Nel corso della sua ultima partecipazione iridata, Saalbach-Hinterglemm 1991, vinse la medaglia di bronzo nello slalom gigante; nella stagione successiva si classificò 14ª nello slalom gigante dei XVI Giochi olimpici invernali di Albertville 1992, sua unica presenza olimpica, e ottenne il suo ultimo piazzamento in carriera, il 16º posto nello slalom gigante di Coppa del Mondo disputato a Crans-Montana il 21 marzo.

## Palmarès

### Mondiali
- 1 medaglia:
  - 1 bronzo (slalom gigante a Saalbach-Hinterglemm 1991)

### Europei juniores
- 3 medaglie[1][2]:
  - 1 oro (slalom gigante ad Achenkirch 1979)
  - 1 argento (slalom speciale ad Achenkirch 1979)
  - 1 bronzo (slalom gigante a Madonna di Campiglio 1980)

### Coppa del Mondo
- Miglior piazzamento in classifica generale: 9ª nel 1986
- 10 podi (4 in supergigante, 4 in slalom gigante, 2 in combinata):
  - 4 vittorie
  - 2 secondi posti
  - 4 terzi posti

#### Coppa del Mondo - vittorie
| Data            | Località          | Paese          | Specialità |
| --------------- | ----------------- | -------------- | ---------- |
| 8 dicembre 1984 | Davos             | Svizzera       | SG         |
| 17 gennaio 1986 | Puy-Saint-Vincent | Francia        | SG         |
| 20 gennaio 1986 | Oberstaufen       | Germania Ovest | GS         |
| 9 marzo 1986    | Sunshine          | Canada         | GS         |

Legenda:

SG = supergigante

GS = slalom gigante

### Campionati tedeschi
- 4 medaglie (dati parziali fino alla stagione 1985-1986)[3]:
  - 1 oro (slalom gigante nel 1986)
  - 1 argento (slalom gigante nel 1988)
  - 2 bronzi (supergigante nel 1986; supergigante nel 1989)